# Alan Iglitzin
Alan Iglitzin (* 1931 in Harlem) ist ein US-amerikanischer Bratschist und Konzertorganisator.

## Leben und Wirken
Der Sohn eines russisch-jüdischen Emigranten, lernte bereits mit sechs Jahren Geige; er absolvierte seine musikalische Ausbildung an der New Yorker Performing Arts High School und der Long Island University, nachdem ein Studium der analytischen Chemie mit dem Ziel, die väterliche Apotheke zu übernehmen, fehlgeschlagen war. Nach weiteren Studien am Hunter College und einem Abschluss an der University of Minnesota wurde er 1953 Mitglied des Minneapolis Symphony Orchestra, dem er sechs Jahre lang als stellvertretender Solobratscher angehörte.
Seit 1960 war er Mitglied des Philadelphia Orchestra unter Eugene Ormandy. Nach sechs Jahren trennten er und drei weitere Streicher sich von dem Orchester, nachdem sie bereits Anfang der 1960er Jahre das Philadelphia Quartet gegründet hatten; von 1966 bis 1986 war es das Residenzquartett der University of Washington. Mit diesem Streichquartett entstanden auch Schallplattenveröffentlichungen. 1984 gründete er auf der Olympic-Halbinsel im Norden der Westküste der USA das Olympic Music Festival. Auf der Trillium Woods Farm organisiert er zudem seit 1985 jeden Sommer die Concerts in the Barn, ein Kammermusikfestival mit Musikern wie dem Carpe Diem String Quartet und den Pianisten David Korevaar und Cameron Bennett.